# Silla de ruedas

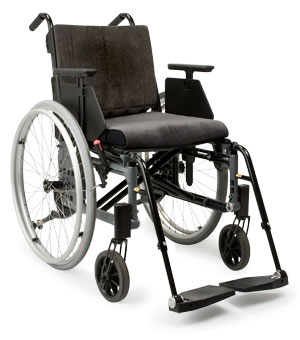
Silla de ruedas manual.

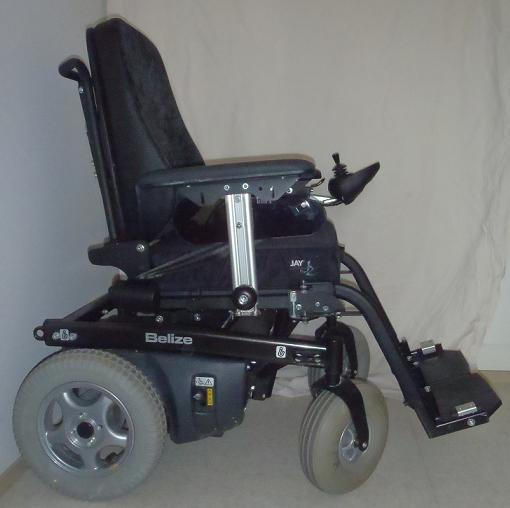
Silla de ruedas eléctrica. En el extremo del apoyabrazos, se puede apreciar el controlador, que incluye un joystick.

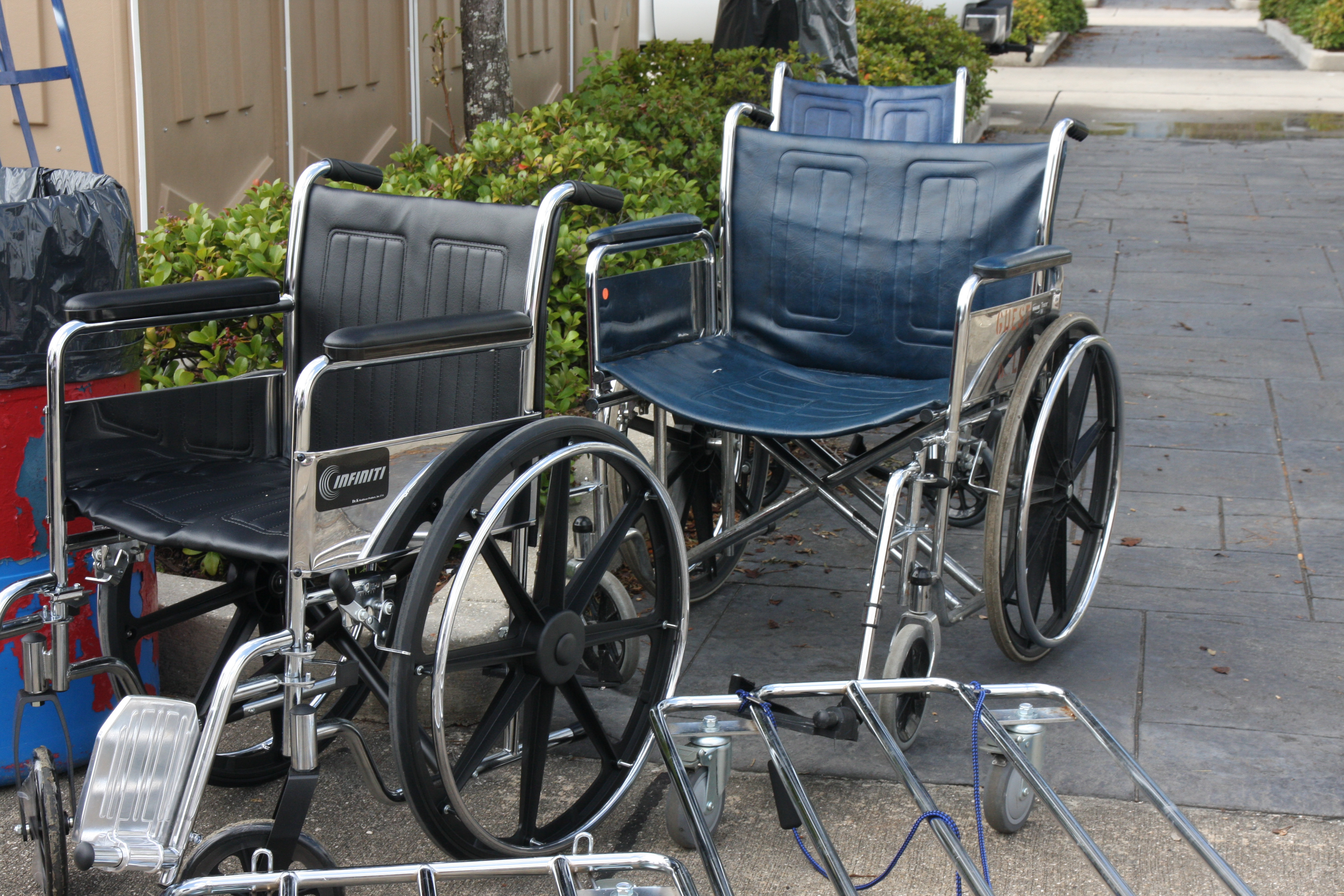
Sillas de ruedas manuales plegables.

Una silla de ruedas es una silla que permite el desplazamiento de personas con problemas de locomoción. En origen contaba al menos con una rueda, pero su diseño ha ido evolucionando y presenta múltiples variedades. Las sillas de ruedas están recogidas en la norma ISO 9999:2002.

## Clases
Básicamente existen dos clases de sillas de ruedas: 
- Manuales, impulsadas por el propio ocupante que hace girar las ruedas traseras empujando los aros acoplados en el exterior de estas. Se fabrican en dos modelos principalmente - plegables (para ahorrar espacio y poder ser transportadas en maleteros y otros habitáculos similares) y rígidas. Muchos de ambos modelos están fabricados en materiales ultraligeros, como el aluminio de aviones y el titanio al carbono con un revestimiento de kevlar para brindarle mayor durabilidad, y sobre todo ligereza, ya que su usuario debería ser capaz de levantarla y guardarla, consiguiendo así cierto grado de autonomía y autosuficiencia.[2]

- Eléctricas, impulsadas por motores que son accionados por baterías de 40 o 50 amperios recargables. El ocupante controla la silla por medio de una palanca de mando y un pequeño panel de control que da acceso a configurar la velocidad y, en algunos modelos, la posición del respaldo, asiento, reposapies, etc, colocado en uno de los apoyabrazos. Para usuarios que no puedan utilizar las manos existen dispositivos controlables por la boca. Algunos tipos cuentan con frenos con la tecnología ABS y en ciertos casos especiales con un navegador satelital y una laptop con funciones de red activas también encargada de facilitar la movilidad del afectado.[3] Debido a su pequeño radio de giro, resulta mucho más sencillo desplazarse sin necesidad de empujar la silla.

Casi todos los modelos de sillas son altamente adaptables: tamaño y posición de asiento y respaldo, apoyabrazos y apoyapies regulables y extraíbles.

## Historia

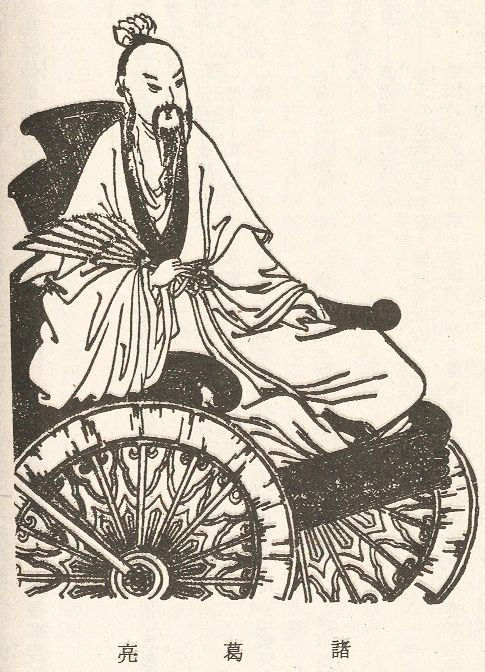
Retrato del dirigente y general Zhuge Liang de la dinastía Qing en una silla de ruedas.

Los primeros registros encontrados de mobiliario con ruedas son una especie de camilla infantil representada en un friso de una vasija griega y una inscripción sobre una losa de pizarra en China, ambos fechados en el siglo VI a. C. De tres siglos después, también en China, datan los registros de las primeras carretillas con ruedas utilizadas tanto para transportar personas con alguna discapacidad motriz como objetos pesados. No fue hasta siglos después, alrededor del 525 d. C., cuando se comenzó a representar en el arte chino la diferencia de funciones de este asiento con ruedas para transportar personas.
La primera silla de ruedas creada especialmente para ese propósito fue la del rey Felipe II de España en 1595.
La primera patente sobre una silla de ruedas data de 1869. Se trataba de un modelo bimanual impulsado por ruedas traseras. Al poco tiempo surgieron nuevos modelos de tres ruedas y con otras modificaciones. 
El primer modelo impulsado eléctricamente data de 1924. 
La primera silla de ruedas ligera de acero y plegable fue creada en 1933 por el ingeniero Harry Jennings para su amigo Herbert Everest, quien había sufrido un accidente minero, ambos eran ingenieros mecánicos. Juntos formaron la compañía Everest & Jennings, que monopolizó el mercado hasta la década de los sesenta.